# Hadena bruchi
Hadena bruchi là một loài bướm đêm trong họ Noctuidae.